# Sundance (Wyoming)
Sundance er en amerikansk by og administrativt centrum for det amerikanske county Crook County i staten Wyoming. I 2000 havde byen et indbyggertal på 1.161.
44°24′19″N 104°22′20″V / 44.4053°N 104.3722°V